# Диродийсамарий
Диродийсамарий — бинарное неорганическое соединение
самария и родия
с формулой SmRh2,
серые кристаллы.

## Получение
- Спекание стехиометрических количеств чистых веществ:

{\displaystyle {\mathsf {Sm+2Rh\ {\xrightarrow {1400^{o}C}}\ SmRh_{2}}}}

## Физические свойства
Диродийсамарий образует кристаллы
кубической сингонии,
пространственная группа F d3m,
параметры ячейки a = 0,7540 нм, Z = 8,
структура типа магнийдимеди Cu2Mg
.
Соединение конгруэнтно плавится при температуре ≈1400°С
.